# بارك السعدون
بارك السعدون حديقة في حي البتاويين شمال الكرادة الشرقية وسط بغداد، مساحته 21 دونماً عراقياً، كان مقصداً للترفيه والتنزه العائلي لأهالي السنك والبتاوين والسعدون والكرادة، ثم أُهملت وصار جزء منها كراج سيارات، أنشئت حديقة بارك السعدون بين عامّي 1939 و1941 في عهد أمين العاصمة أرشد العمري.

## عائدية الحديقة
قالت الأمانة العامة لمجلس الوزراء العراقي يوم 9 شباط سنة 2014 «حسمت أمانة بغداد ملف استثمار حدائق منطقة بارك السعدون قضائياً، وإعادة حق التصرف فيها إلى أمانة بغداد، وإحالة مشروع إعادة تصميم البارك إلى الجامعة التكنولوجية لتصميمه كمتنزه ترفيهي حسب المعايير الدولية واستغلاله بالكامل خدمة للمصلحة العامة. وقامت مديرية بلدية الرصافة بإزالة التجاوزات الحاصلة على المنطقة وإفراغ الساحة المجاورة للبارك من العجلات المتضررة بسبب الأعمال الإرهابية».
أرض الحديقة في ثلاث قطع، قطعة رقم 1155/324 وقطعة 1156/324 وقطعة 1157/324، في مقاطعة البتاوين، موقع بارك السعدون في حي النضال، في محلة 103، ولشهرة بارك السعدون، صار اسماً ثانياً لحي النضال، فيقال منطقة بارك السعدون مثلما يقال حي النضال.